# برايان دوهرتي (سياسي)
برايان دوهرتي هو سياسي أمريكي، ولد في 25 أكتوبر 1957. نشط حزبياً في الحزب الجمهوري.